# Five Corners
Five Corners —titulada Cinco esquinas en España y El cielo en una esquina en Argentina— es una película de 1987 dirigida por Tony Bill, escrita por John Patrick Shanley y protagonizada por Jodie Foster, Tim Robbins, Todd Graff y John Turturro. La película describe 48 horas en la vida de un grupo de jóvenes neoyorquinos durante los años 1960.

## Argumento
La película está ambientada en el distrito del Bronx de la ciudad Nueva York en el año 1964. Heinz (John Turturro), es un malviviente del vecindario que acaba de salir de la cárcel e inmediatamente se mete en problemas otra vez. Heinz ha estado en prisión por intento de violación y ha vuelto a su antiguo barrio para recomenzar el vínculo con su madre y estar cerca de Linda (Jodie Foster), la chica que intentó violar. Harry (Tim Robbins) fue quien protegió a Linda en ese intento de violación, pero desde entonces ha adoptado una actitud de no violencia ante los conflictos (causada por la muerte de su padre, un policía). Ahora Harry se ha vuelto budista y pacifista, lo que dificulta la situación de Linda.

## Reparto
| Actor              | Personaje   |
| ------------------ | ----------- |
| Jodie Foster       | Linda       |
| Tim Robbins        | Harry       |
| Todd Graff         | Jamie       |
| John Turturro      | Heinz       |
| Michael R. Howard  | Murray      |
| Pierre Epstein     | George      |
| Jery Hewitt        | Sr. Glasgow |
| Rodney Harvey      | Castro      |
| Daniel Jenkins     | Willie      |
| Elizabeth Berridge | Melanie     |
| Cathryn de Prume   | Brita       |
| Carl Capotorto     | Sal         |
| Mike Starr         | Camarero    |